# Niezniszczalni
Niezniszczalni (ang. The Expendables) – amerykański przygodowy film akcji z 2010 roku w reżyserii Sylvestra Stallone, na podstawie scenariusza Dave’a Callahama.

## Fabuła
Niezniszczalni, grupa elitarnych najemników i motocyklistów z siedzibą w Nowym Orleanie w stanie Luizjana. Poznajemy ich w czasie misji, w której mają za zadanie uratować zakładników porwanych przez somalijskich piratów w Zatoce Adeńskiej.
Zespół składa się z:
- lidera Barneya Rossa (Sylvester Stallone), byłego brytyjskiego żołnierza SAS
- mistrza ostrzy Lee Christmasa (Jason Statham)
- mistrza sztuk walki Yina Yanga (Jet Li)
- snajpera Gunnera Jensena (Dolph Lundgren)
- specjalisty do spraw broni palnej Hale’a Caesara (Terry Crews)
- eksperta materiałów wybuchowych Tolla Roada (Randy Couture).

W trakcie trwania tej misji Gunner, który przez nadużywanie narkotyków, prowokuje piratów do strzelaniny, po czym próbuje jednego z nich powiesić, co skutkuje wydaleniem go z drużyny.
Następną misją, z którą Niezniszczalni muszą się zmierzyć będzie obalenie dyktatora gen. Garzy (David Zayas) w Vilenie, małej wyspie w Zatoce Meksykańskiej. Po wstępnym wywiadzie i spotkaniu z informatorem Sandrą (Giselle Itié), która okazuje się córką generała wychodzi na jaw, że wyspą nie rządzi ów Garza tylko były agent CIA James Munroe (Eric Roberts) wraz z jego prawą ręką Painem (Steve Austin). Tymczasem rozgniewany Jensen wynajęty przez Munroe'a próbuje w akcie zemsty zabić Rossa, co mu się nie udaje. Okazuje się, iż ich pracodawca też jest agentem CIA, a prawdziwym celem miał być ów były agent, gdyż agencja nie mogła pozwolić sobie za zlikwidowanie jednego ze swoich członków na własną rękę. Bohaterowie wstępnie postanowili odrzucić tę misję, ale Ross zakochuje się w Sandrze i obiecuje jej, że do niej wróci.
Tak więc drużyna wspólnie postanawia, że pojadą na Vilene, oswobodzą ją z rządów Munroe'a i uwolnią Sandrę i jej rodaków, co po sprawnie wykonanej misji im się powiedzie. Oswobodzą oni ową wyspę, a swoje wynagrodzenie przeznaczą na jej odbudowę.

## Obsada
- Sylvester Stallone jako Barney Ross
- Jet Li jako Yin Yang
- Jason Statham jako Lee Christmas
- Terry Crews jako Hale Caesar
- Randy Couture jako Toll Road
- Mickey Rourke jako Tool
- Giselle Itié jako Sandra
- Charisma Carpenter jako Lacy
- Lauren Jones jako Cheyenne
- Nick Searcy jako Will Sands
- David Zayas jako generał Garza
- Eric Roberts jako Monroe
- Dolph Lundgren jako Gunnar Jensen
- Steve Austin jako Dan Paine
- Gary Daniels jako The Brit
- Antônio Rodrigo Nogueira i Antônio Rogério Nogueira, towarzysze gen. Garzy
- Bruce Willis jako pan Church (niewymieniony w czołówce)
- Arnold Schwarzenegger jako Trench (niewymieniony w czołówce)